# Baugé-en-Anjou
Baugé-en-Anjou é uma comuna francesa na região administrativa da Pays de la Loire, no departamento de Maine-et-Loire. Estende-se por uma área de 268,25 km². Em 2010 a comuna tinha 12 060 habitantes (densidade: 45 hab./km²).
Esta nova comuna foi criada em 1 de janeiro de 2013 após a fusão de cinco comunas, Baugé, Montpollin, Pontigné, Saint-Martin-d'Arcé e Le Vieil-Baugé. Em 1 de janeiro de 2016, foi ampliado com as antigas comunas de Bocé, Chartrené, Cheviré-le-Rouge, Clefs-Val d'Anjou, Cuon, Échemiré, Fougeré, Le Guédeniau e Saint-Quentin-lès-Beaurepaire. Clefs-Val d'Anjou é o resultado da fusão, em 1 de janeiro de 2013, das antigas comunas de Clefs e Vaulandry.